# Japerejo
Japerejo is een bestuurslaag in het regentschap Rembang van de provincie Midden-Java, Indonesië. Japerejo telt 1694 inwoners (volkstelling 2010).